# Fluorometan
Fluorometanul, cunoscut și ca fluorura de metil, Freon 41, Halocarbon-41 și HFC-41, este un gaz netoxic, lichefiabil și inflamabil la temperatură și presiune standard. Este fabricat din carbon, hidrogen și fluor. Numele provine din faptul că este metan (CH4) cu un atom de fluor substituit cu unul dintre atomii de hidrogen.